# Дукакис, Майкл
Майкл Стэнли Дукакис (англ. Michael Stanley Dukakis; род. 3 ноября 1933, Бруклайн, Массачусетс, США) — американский политик-демократ, губернатор штата Массачусетс (1975—1979 и 1983—1991; самое продолжительное губернаторство в истории штата), кандидат в президенты США от Демократической партии (1988). Член Американо-греческого прогрессивного просветительского союза.

## Биография
Родился в греческой семье, его отец Панос (1896—1979) — из Малой Азии, переехавший в США после Малоазиатской катастрофы, работал врачом-перинатологом, мать, Эвтерпа Букис (1903—2003), этническая аромунка родом из города Лариса. Двоюродный брат актрисы Олимпии Дукакис.
Майкл Дукакис служил в армии, окончил Гарвардский университет (1960), избирался от Массачусетса в Палату представителей (1962—1970) и был избран губернатором этого штата в 1974, победив действующего губернатора-республиканца Сарджента. В 1977 году участвовал в реабилитации Сакко и Ванцетти. На следующий срок не баллотировался (1978); однако в 1982 году после перерыва был выставлен вновь и победил, а затем в 1986 году переизбран на третий срок. Имел репутацию «технократа», в 1986 году назван самым эффективным губернатором США. Внёс вклад в развитие системы транспорта в Бостоне. Каждый день ездил на работу на метро. Благодаря экономическим успехам во время его второго губернаторства распространение получило клише «Массачусетское экономическое чудо».
На выборах 1988 года выдвинут демократами в Президенты США против республиканца Джорджа Буша-старшего (действовавшего вице-президента при Рональде Рейгане). Кандидатом в вице-президенты от демократов был сенатор Ллойд Бентсен. Избирательная кампания складывалась для Дукакиса неудачно (отсутствие ораторских талантов, природная сдержанность, грипп во время решающих дебатов). Дукакис, последовательно выступавший против смертной казни, во время дебатов на прямой вопрос ведущей: «требовали бы Вы смертной казни, если бы Вашу жену изнасиловали и убили?» — неожиданно спокойно и сухо ответил: «Нет, я же выступал против смертной казни всю жизнь».
Роковой ошибкой стало решение Дукакиса, выступавшего за сокращение программы «Звёздных войн» в пользу обычных видов вооружений, сняться в шлемофоне на броне танка M1 «Абрамс», приняв (с точки зрения оппонентов и многих наблюдателей) карикатурно «воинственный» вид. Образцом для штаба Дукакиса послужил аналогичный плакат Маргарет Тэтчер 1986 года. Само появление Дукакиса в танке мгновенно вызвало смех у большинства журналистов и наблюдателей на полигоне, и разумеется, кадры этого охотно использовались впоследствии в предвыборной кампании Буша как антиреклама. Выражение «Дукакис на танке» стало нарицательным в английском языке для рекламной акции, результат которой оказывается прямо противоположным желаемому. С другой стороны, в кампании Буша использовались ложные обвинения — так, республиканцы требовали предать гласности медицинское досье Дукакиса и намекали на якобы имеющееся у него психическое заболевание, что не соответствовало действительности.
На этих выборах Буш одержал убедительную победу: Дукакис получил голоса выборщиков только в 10 штатах и округе Колумбия. Несмотря на поражение, демократам удалось «отвоевать» у республиканцев по сравнению с предыдущими выборами, помимо Массачусетса, где кандидат родился и был губернатором, также Род-Айленд и Гавайи; с тех пор эти три штата всегда голосовали за них.
Сам Дукакис и многие комментаторы не считают провал с танком главной причиной поражения, указывая на более ранние ошибки в кампании демократов, а также высокую популярность Рейгана, у которого Буш-старший был вице-президентом.
Вскоре после поражения Дукакиса на президентских выборах лопнуло и его «массачусетское чудо»: к концу его последнего срока (1991) дефицит бюджета штата составил полтора миллиарда долларов.
Дукакис был единственным православным кандидатом в президенты США. Он также был вторым губернатором американского штата греческого происхождения после Спиро Агню (вице-президента США в 1969—1973 годах).